# 須田一二三 (官僚)
須田 一二三（すだ ひふみ、1899年（明治32年）1月17日 - 1951年（昭和26年）8月14日）は、大正時代後期から昭和時代前期の台湾総督府官僚。

## 経歴・人物
福岡県遠賀郡八幡村字枝光北本町（現・北九州市八幡東区枝光）に生まれる。小倉中学校、第五高等学校を経て、1920年（大正9年）9月、東京帝国大学に入学。在学中の1922年（大正11年）11月に高等試験行政科に合格し、1923年（大正12年）3月、同大法学部政治学科を卒業する。

## 経歴
- 1923年（大正12年）3月 台湾総督府鉄道部書記となる[1]。
- 1924年（大正13年）
  - 1月21日 台湾総督府鉄道部事務官に就任する[5]。
  - 12月25日 台湾総督府交通局参事、鉄道部庶務課長に就任する[1][6]。
- 1929年（昭和4年）9月 台湾総督府鉄道部庶務課長のまま交通局総務課兼務となる[1]。
- 1931年（昭和6年）5月 台湾総督府鉄道部運輸課長に就任する[1]。
- 1932年（昭和7年）4月21日 台湾総督府交通局事務官、殖産局商工課長[7]に就任する。殖産局付属商品陳列館長、米穀検査所長を兼務する[1][8]。
- 1933年（昭和8年）12月27日 台湾総督府殖産局度量衡所長兼務となる[9]。
- 1934年（昭和9年）
  - 9月3日 台湾総督府殖産局農務課長兼務となる[10]。
  - 12月18日 台湾総督府殖産局農務課長兼務を免ぜられる[11]。
- 1936年（昭和11年）10月20日 台湾総督府総督官房事務官文書課長兼総督官房審議室事務官兼総督官房秘書官室秘書官となる[1][12]。
- 1939年（昭和14年）12月27日 台湾総督府総督官房事務官人事課長兼総督官房審議室事務官となり、秘書官兼務を免ぜられる[13]。
- 1941年（昭和16年）1月8日 台湾総督府企画部長に就任する[14]。
- 1942年（昭和17年）10月14日 台湾総督府殖産局長に就任する[15]。
- 1943年（昭和18年）12月1日 台湾総督府農商局長に就任する[16]。
- 1945年（昭和20年）9月22日 終戦連絡事務局総務を命じられる。[17]。

## 栄典
叙位
- 従七位 1924年（大正13年）3月29日[18]
- 正七位 1926年（大正15年）2月1日[19]
- 従六位 1928年（昭和3年）5月1日[20]
- 正六位 1930年（昭和5年）11月15日[21]
- 従五位 1933年（昭和8年）8月15日[22]
- 正五位 1938年（昭和13年）9月1日[23]
- 従四位 1943年（昭和18年）3月1日[24]

勲等
- 勲六等瑞宝章 1935年（昭和10年）9月9日[25]
- 勲五等瑞宝章 1939年（昭和14年）9月23日[26]
- 勲五等双光旭日章 1940年（昭和15年）4月29日[27]
- 勲四等瑞宝章 1940年（昭和15年）5月17日[28]
- 勲三等瑞宝章 1943年（昭和18年）3月9日[29]